# General Arenales
General Arenales es la ciudad cabecera del partido homónimo, provincia de Buenos Aires, Argentina. Se denomina así en honor al General Juan Antonio Álvarez de Arenales. Se encuentra a 354 km de La Plata, capital provincial.

## Población
Cuenta con 4321 habitantes (Indec, 2010), lo que representa un incremento del 8% frente a los 3973 habitantes (Indec, 2001) del censo anterior.
| Gráfica de evolución demográfica de General Arenales entre 1895 y 2010 |
|                                                                        |
| Fuentes: INDEC                                                         |

## Educación
La ciudad cuenta con un colegio primario, la Escuela EGB N.º 1 "José Fonrouge", con más de 100 años de tradición educativa pública, Fundada en el año 1893. 
La comunidad cuenta, además, con el Jardín de Infantes N.º 901 "Constacio C. Vigil", de gestión pública. Y con el sacrificio de toda la comunidad se adquirió el único Jardín Maternal de la ciudad , "Rosarito".
En cuanto a la educación secundaria, la ciudad cuenta con dos colegios: el Instituto Secundario General Arenales (ISGA)"Dr. Marcelino Lerda", de estructura semiprivada fundado por un grupo de vecinos comprometidos para lograr la superación educativa y la Escuela de Educación Secundaria N.º 3 "Juan Bautista Alberdi" de nivel Secundaria del servicio público de educación.
También funciona en la ciudad el Centro de Formación Profesional N.º 401 de General Arenales donde se dictan distintos cursos gratuitos, extensivo a las distintas localidades del Distrito, Ascensión, Arribeños, Ferré, La Angelita.
También funcionan desde el año 1980 en la ciudad, una Escuela de Educación Especial N.º 501"Rosario Vera Peñaloza" que atiende a niños con necesidades educativas especiales y el taller Protegido de General Arenales que está organizado por su Comisión Directiva. Sus alumnos-operarios reciben un sueldo a cargo del Gobierno Provincial. El taller funciona en dos turnos, producen trapos de piso en telar, rejillas, bolsas de residuos, huertas, artesanías etc.
Biblioteca: Popular Joaquín V. González: Cuenta con una importante y variada colección de Libros, Enciclopédicos, Novelas, Ensayos, Técnicos, de Artes, etc. Dicta, cursos gratuitos de Idioma, Manualidades, Capacitación Docente, Muestras Pictóricas de Artistas Locales, Presentación de Libros de Escritores Locales, Concursos Literarios, Organiza Ferias del Libro, Conferencias de Narradores, etc.
En Mutual de Socios del Arenales F.Club y Sociedad Italiana, funciona Centro Cultural, Grupo de Teatro Independiente, Danzas, Taller de Idioma Italiano, etc.

## Deportes

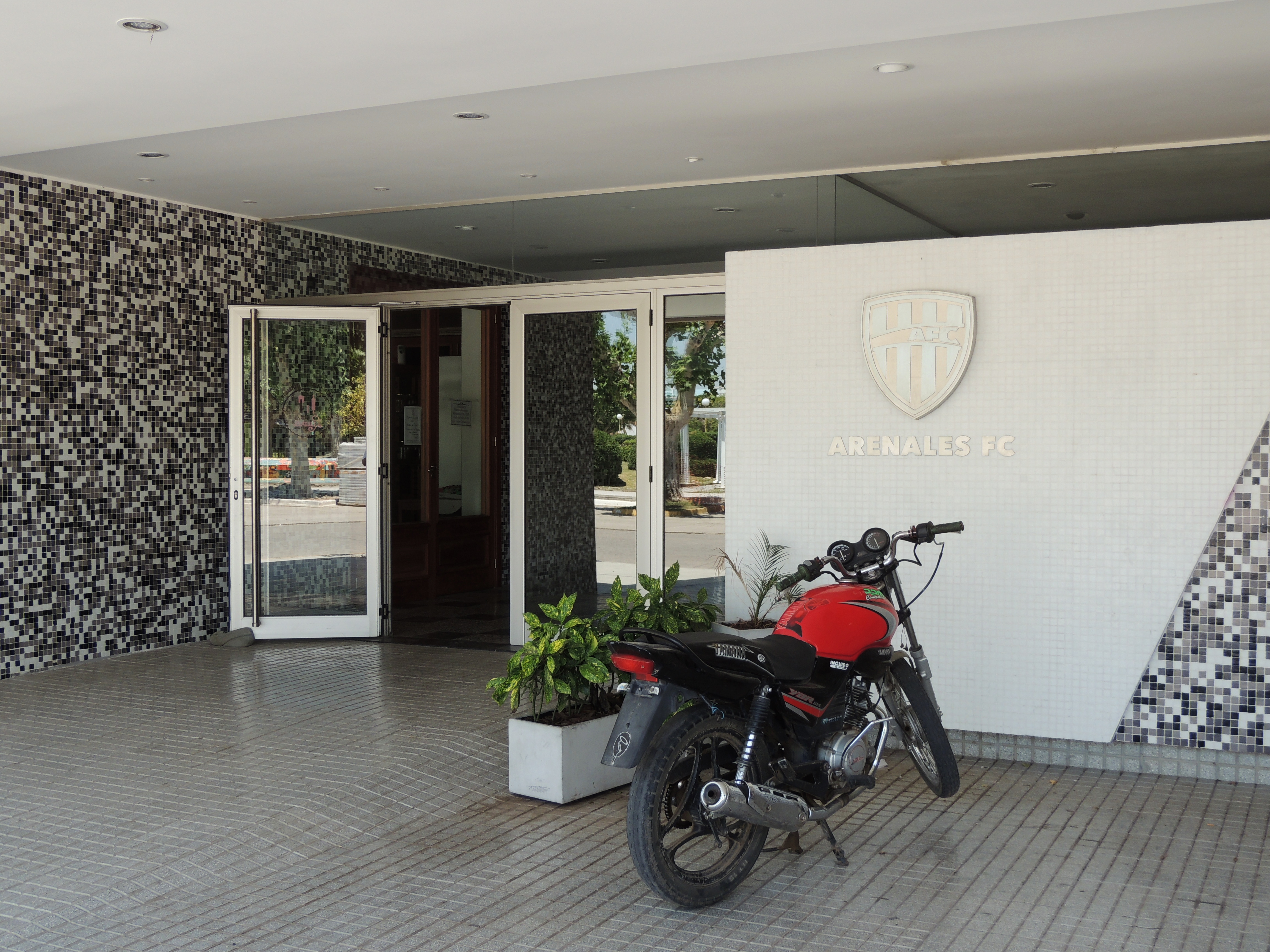
Arenales FC

- Arenales FCClub Social cultural y Deportivo Belgrano (azul y blanco)

Fundado el 2/2/1962 sito en Bulevar Savio y M. Dorrego donde se encuentran su sede social, estadio de fútbol, pileta de natación, cancha de paddel, camping.
- Arenales Fútbol Club (rojo y blanco)

Club decano del distrito.Se inician las actividades deportivas en el año 1908. Se consolida su funcionamiento como Entidad el 10/01/1913.
Complejo Polideportivo Municipal "La Salada" , que cuenta con Cantina, cancha de rugby,parrillas, etc.; situado en Rotonda Rutas Provinciales 50 y 65 General Arenales.
Laguna Mar Chiquita: espejo de agua salada, siendo un ensanchamiento del Río Salado, con costas bajas, donde en su cabecera norte hasta garganta del canal que une a la laguna de Gómez de Junín , se practica la pesca del pejerrey en temporadas permitidas. Se encuentra a 15 km desde el centro de la ciudad.

## Medios de comunicación
Radio Mas 100.9
Canal 7 Local -
www.estcarenales.com.ar (enlace roto disponible en Internet Archive; véase el historial, la primera versión y la última).
FM Universo 93.3 - www.fmuniversoarenales.com.ar
Fm comunidad Fan 97.3 - comundidad fan Web
RGA Fm 104.3 Radio General Arenales - http://www.rga1043.com.ar/
Fm Lif 98.7 - www.fmlif.com.ar
Radio Génesis 106.5
Fm okey 92.5
Periódico regional La gaceta - www.lagaceta-regional.com.ar
Info Arenales Diario Digital - www.infoarenales.com
Diario Democracia, principal medio regional que cubre el partido de General Arenales [sitio con noticias de Arenales: https://www.diariodemocracia.com/ciudad/arenales]